# 己糖激酶
Template:Fix bunching
己糖激酶（英語：Hexokinase；又称六碳糖激酶）是生物體內的重要酵素，功能是參與D-己糖（例如D-葡萄糖、D-果糖、D-甘露糖）磷酸化產生D-己糖-6-磷酸的過程，這個過程會消耗一個ATP，並使其轉變成ADP。

## 分類
己糖激酶目前已知有4種不同的型態，這些型態差異是來自相同基因的選擇性剪接，也就是將基因上的外顯子（由內含子隔開的部分）重新組合。
此外在不同類型的細胞中，也有許多功能或結構與己糖激酶相似的酵素，包括己糖激酶I、己糖激酶II、己糖激酶III，以及與前三者差異較大的己糖激酶IV（又稱為葡萄糖激酶）。這類酵素稱為同工酶，它們擁有相同的作用，但是卻是由不同的基因所製造。

## 糖解作用
在糖解作用的第一個步驟中，此酵素會將葡萄糖轉變成為葡萄糖-6-磷酸，並消耗一個ATP。在這個過程中，需要Mg2+（鎂離子）的參與。此外，實際上的反應物並不是ATP，而是ATP與Mg2+的複合物，稱為MgATP2−。反應式如下：

己糖激酶对葡萄糖的反应

（其他擁有「-CH2OH」的六碳糖也依循相同的反應式。）